# Christian Emanuel Hartherz
Christian Emanuel Hartherz (* 21. April 1842 in Bornheim; † 26. Juli 1915 ebenda) war ein deutscher Bildhauer und Abgeordneter des Provinziallandtages der Provinz Hessen-Nassau.

## Leben
Christian Emanuel Hartherz war der Sohn des Wagners Georg Hartherz und dessen Ehefrau Magdalene Emmel.
Am 1. Februar 1864 heiratete er in Bornheim Elisabethe Bayer (1843–1917) und hatte mit ihr die Tochter Anna Barbara (* 5. März 1864 in Bornheim).
Nach seiner Schulausbildung absolvierte er eine Ausbildung im Baufach, um sich später als Steinmetz und Bildhauer zu spezialisieren.
Er betätigte sich politisch und kam 1876 in den Vorstand des Demokratischen Vereins Frankfurt. In den Jahren von 1883 bis 1894 und von 1897 bis 1904 war er als Stadtverordneter  Mitglied des Hochbauausschusses und des Waisen- und Armenamtes.
Von 1893 bis 1915 hatte er ein Mandat im Nassauischen Kommunallandtag des preußischen Regierungsbezirks Wiesbaden bzw. des Provinziallandtages der Provinz Hessen-Nassau, wo er Mitglied der Wegebaukommission und 1895 als Vertreter der Demokratischen Partei Mitglied der Kleinbahnkommission war.
Von 1895 bis 1915 war er Mitglied im Pflegamt des St. Katharinen- und Weißfrauenstifs und dort ab 1906 Subsenior.